# Rajd Tulipanów 1969

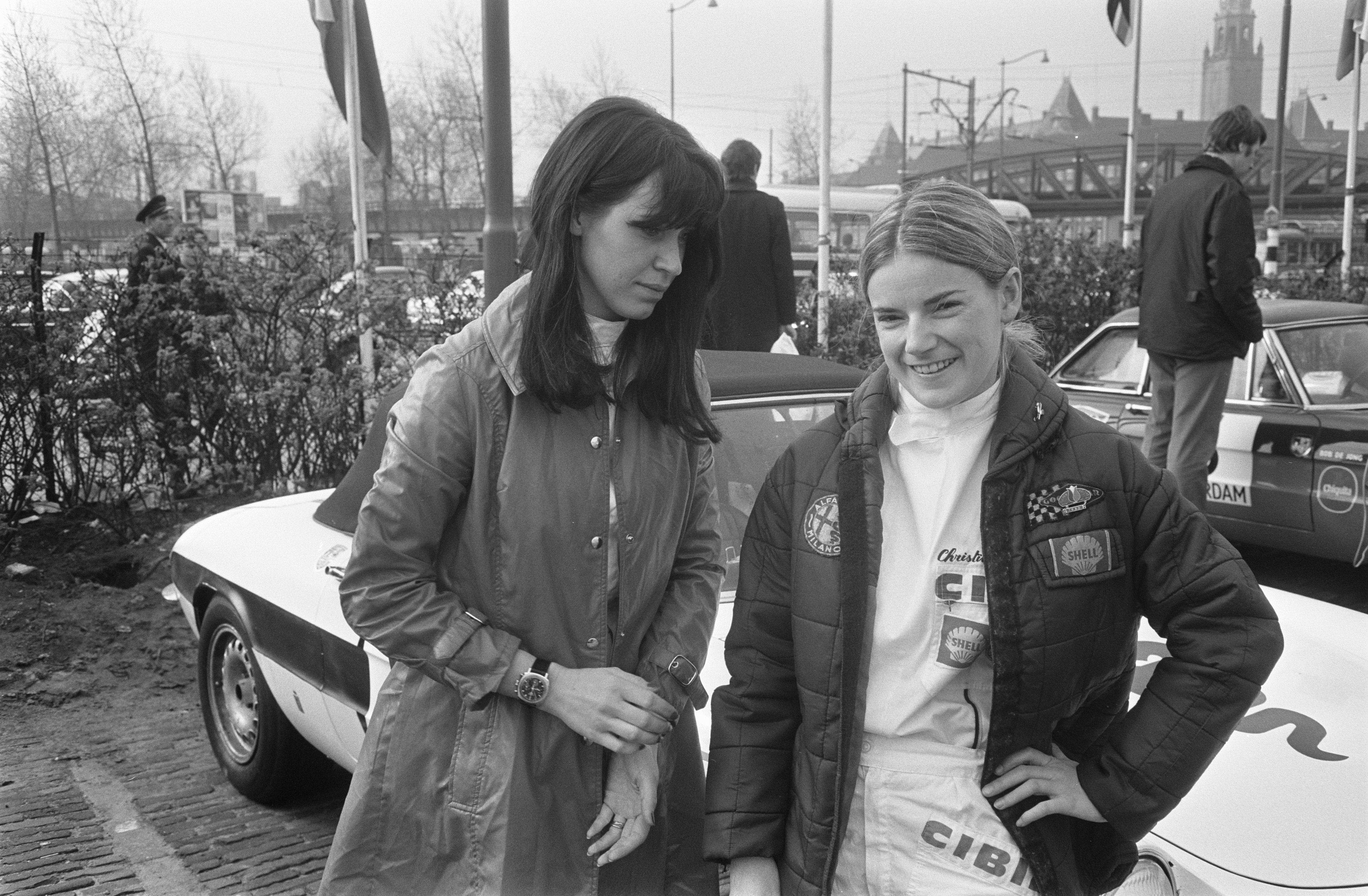
Belgijki Christine Beckers i Gaby Arents (z lewej) zajęły podczas rajdu 10 pozycję

Rajd Tulipanów 1969 (21. Internationale Tulpenrallye) – 21 edycja rajdu samochodowego Rajd Tulipanów rozgrywanego w Holandii. Rozgrywany był od 27 kwietnia do 3 maja 1969 roku. Była to trzecia runda Rajdowych Mistrzostw Europy w roku 1969.

## Klasyfikacja rajdu
| Miejsce                      | Kierowca                     | Pilot                        | Samochód                     | Czas                         | Strata                       |                              |
| Klasyfikacja generalna i ERC | Klasyfikacja generalna i ERC | Klasyfikacja generalna i ERC | Klasyfikacja generalna i ERC | Klasyfikacja generalna i ERC | Klasyfikacja generalna i ERC | Klasyfikacja generalna i ERC |
| ---------------------------- | ---------------------------- | ---------------------------- | ---------------------------- | ---------------------------- | ---------------------------- | ---------------------------- |
| 1.                           | Gilbert Staepelaere          | André Aerts                  | Ford Escort Twin Cam         |                              | 0.0                          |                              |
| 2.                           | Rob Slotemaker               | Ferry van der Geest          | BMW 2002 Ti                  |                              |                              |                              |
| 3.                           | Hans Lannsjö                 | Hans Sundin                  | Opel Kadett Rallye           |                              |                              |                              |
| 4.                           | Jean-Louis Haxhe             | Christian Delferier          | DAF 55                       |                              |                              |                              |
| 5.                           | Claude Laurent               | Jacques Marché               | DAF 55 Marathon              |                              |                              |                              |
| 6.                           | Manfred Gudladt              | Heiko Henneking              | Alfa Romeo 1750 Berlina      |                              |                              |                              |
| 7.                           | Theo Koks                    | Rob Wiedenhoff               | DAF 55                       |                              |                              |                              |
| 8.                           | Theo Schoonderbeek           | Hans de Jong                 | BMW 2002                     |                              |                              |                              |
| 9.                           | Walter Pöltinger             | Leopold Mayer                | Porsche 911 T                |                              |                              |                              |
| 10.                          | Christine Beckers            | Gaby Arents                  | Alfa Romeo 1750 SV           |                              |                              |                              |